# Aedes hastatus
Aedes hastatus är en tvåvingeart som beskrevs av Dyar 1922. Aedes hastatus ingår i släktet Aedes och familjen stickmyggor. Inga underarter finns listade i Catalogue of Life.